# Пограничные сторожевые катера проекта 12200
Патрульные катера проекта 12200 «Соболь» — серия российских высокоскоростных патрульных катеров, строящихся для Береговой охраны Пограничной службы ФСБ Российской федерации (БОХР ПС ФСБ РФ).
Относятся к кораблям 4-го ранга.
Катер этого проекта предназначен для перехвата быстроходных целей, охраны прибрежной зоны, обеспечения сохранности природных ресурсов, охраны прибрежных коммуникаций, судов, искусственных сооружений.

## История
Патрульный катер проекта 12200 «Соболь» разработан в Санкт-Петербургском Центральном морском конструкторском бюро «Алмаз».
Головной патрульный катер проекта 12200 (заводской № 200) был построен в 2006 году на СФ «Алмаз» (Санкт-Петербург) и сдан на год в опытную эксплуатацию Береговой охране России. По результатам его испытаний было принято решение о запуске «Соболя» в серию из 30 единиц.
В 2008 году был построен первый серийный катер данного проекта (заводской № 201).
В течение 2009 года построено шесть единиц: заводские № 202—207.
В 2010 году были спущены на воду два катера проекта: заводские № 208 и 209. В этом же году было заложено ещё пять катеров: три на СФ «Алмаз» — № 210—212 и два на «Восточной верфи» Владивостоке.
Два катера были проданы Туркменистану на Каспийское море.
В конце 2014 года, пограничное управление ФСБ России по Республике Крым в Балаклаве, получило катер проекта 12200 «Соболь» под номером 217.
В 2016 году два катера были переданы Сахалинскому управлению пограничной охраны, ещё два поставлены летом 2017 года.

## Конструкция
Корпус и надстройка катера выполнены из высокопрочного алюминиевого сплава. Все устанавливаемое оборудование и используемые материалы соответствуют применяемым при строительстве иностранных высокоскоростных катеров.
Для улучшения ходовых качеств и повышения скорости катер имеет носовые и кормовые автоматически управляемые интерцепторы.
Главные двигатели — 2 х дизель-редукторных агрегата Deutz TBD616V16 по 1822 л. с. (1340 КВт) или 2 х дизеля MTU марки 16V2000M90 по 1822 л. с. (1340 КВт). Вспомогательная энергетическая установка — 2 х AC Deutz (220 В/50 Гц, 2 x 30 КВт) или 2 х ДГ «Вестербеке» 25.0 BEDA по 25 КВт или 2 х ДГ «Стамегна» SM-300 по 22,8 КВт. Два привода Арнесона ASD-15. Аккумулятор 12/24 В. Система кондиционирования воздуха в жилых помещениях и ходовой рубке.
Навигационное оборудование:
- Интегрированная система навигации ST60.
- Система местоуказания VNTsU-UV450.
- Навигационная РЛС «Лиман 18М1»
- Магнитный компас «Азимут-90-1»
- Лаг с функциями эхолота ЛЭМ2-2
- Приёмоиндикатор спутниковой навигации NT 300D
- Система связи и передачи команд.

Катер может иметь в качестве вооружения:
- ракетно-артиллерийский комплекс «Вихрь-К», включающий:
  - 4 управляемые ракеты «Вихрь»;
  - одну 30 мм артиллерийскую установку АК-306 с 500 снарядами;
  - тепло-телевизионную систему;
  - систему управления артиллерийским огнём с системой автоматического сопровождения цели;
- 14,5 мм морскую тумбовую пулемётную установку, предназначенную для поражения воздушных, береговых и надводных целей.

Для российских пограничников «Соболь» поставляется в варианте, имеющем на вооружении только тумбовую пулемётную установку МТПУ с 14,5 мм КПВТ.

## Представители
Цвета таблицы:

Белый — не достроен или утилизирован не спущенным на воду
 Зелёный  — действующий в составе ВМФ
 Жёлтый  — действующий в составе иностранных ВМС или как гражданское судно

| Название  | Изготовитель          | Заводской № | Заложен    | Спуск на воду | Ввод в строй | Место службы                                          | Состояние |
| --------- | --------------------- | ----------- | ---------- | ------------- | ------------ | ----------------------------------------------------- | --------- |
| ПКАСС-985 | СФ «Алмаз»            | № 200       | 24.01.2003 | 09.2006       | 4.11.2006    | Черноморско-Азовское погрануправление ПС ФСБ РФ       | В строю   |
| ПКАСС-986 | СФ «Алмаз»            | № 201       |            | 11.09.2008    | 21.11.2008   | Черноморско-Азовское погрануправление ПС ФСБ РФ       | В строю   |
| ПСКА-307  | ССЗ «Восточная верфь» | № 5001      | 2009       |               | 2011         | Северо-Восточное пограничное управление ПС ФСБ России | В строю   |
| ПСКА-308  | ССЗ «Восточная верфь» | № 5002      | 2009       |               | 1.07.2011    | Северо-Восточное пограничное управление ПС ФСБ России | В строю   |
|           | СФ «Алмаз»            | № 202       |            | 21.09.2009    | 2009         | ВМС Туркменистана                                     | В строю   |
|           | СФ «Алмаз»            | № 203       |            | 19.10.2009    | 2009         | ВМС Туркменистана                                     | В строю   |
| ПСКА-300  | СФ «Алмаз»            | № 204       |            | 9.09.2009     | 11.2009      | Черноморско-Азовское погрануправление ПС ФСБ РФ       | В строю   |
| ПСКА-301  | СФ «Алмаз»            | № 205       |            | 10.2009       | 2009         | Черноморско-Азовское погрануправление ПС ФСБ РФ       | В строю   |
| ПСКА-302  | СФ «Алмаз»            | № 206       |            | 21.10.2009    | 2009         | Черноморско-Азовское погрануправление ПС ФСБ РФ       | В строю   |
| ПСКА-303  | СФ «Алмаз»            | № 207       |            | 15.11.2009    | 12.2009      | Северо-Западное погрануправление ФСБ РФ               | В строю   |
| ПСКА-304  | СФ «Алмаз»            | № 208       |            | 8.07.2010     | 21.10.2010   | Черноморско-Азовское погрануправление ПС ФСБ РФ       | В строю   |
| ПСКА-305  | СФ «Алмаз»            | № 209       | 2010       | 3.08.2010     | 19.11.2010   | Черноморско-Азовское погрануправление ПС ФСБ РФ       | В строю   |
| ПСКА-306  | СФ «Алмаз»            | № 210       | 2010       | 1.09.2010     | 2.12.2010    | Северо-Западное погрануправление ФСБ РФ               | В строю   |
| ПСКА-309  | СФ «Алмаз»            | № 211       |            | 6.05.2011     | 28.06.2011   | Северо-Западное погрануправление ФСБ РФ               | В строю   |
| ПСКА-310  | СФ «Алмаз»            | № 212       |            | 28.06.2011    | 9.12.2011    | Северо-Восточное пограничное управление ПС ФСБ России | В строю   |
| ПСКА-311  | СФ «Алмаз»            | № 213       |            | 1.09.2011     | 5.06.2012    | Черноморско-Азовское погрануправление ПС ФСБ РФ       | В строю   |
| ПСКА-312  | СФ «Алмаз»            | № 214       |            | 12.04.2012    | 08.2012      | Северо-Восточное пограничное управление ПС ФСБ России | В строю   |
| ПСКА-313  | СФ «Алмаз»            | № 215       |            | 23.11.2012    | 05.07.2013   | Пограничное управление по Мурманской области          | В строю   |
| ПСКА-314  | СФ «Алмаз»            | № 216       |            | 25.04.2013    | 05.07.2013   | Пограничное управление по Мурманской области          | В строю   |
| ПСКА-315  | СФ «Алмаз»            | № 217       |            | 10.2014       | 12.2014      | Пограничное управление ФСБ России по Республике Крым  | В строю   |
| ПСКА-316  | СФ «Алмаз»            | № 218       |            | 5.08.2015     | 10.2015      | Пограничное управление ФСБ России по Республике Крым  | В строю   |
| ПСКА-317  | СФ «Алмаз»            | № 219       |            | 2.09.2015     | 10.2015      | Пограничное управление ФСБ России по Республике Крым  | В строю   |
| ПСКА-318  | СФ «Алмаз»            | № 220       | 31.08.2015 | 28.04.2016    | 22.06.2016   |                                                       | В строю   |

Всё по